# Zdzisław Śliwiński
Zdzisław Jan Śliwiński (ur. 20 lipca 1910 w Dolinie, zm. 26 czerwca 1997 w Warszawie) – działacz kulturalny i ekonomista, wieloletni dyrektor Filharmonii Poznańskiej i Narodowej oraz Teatru Wielkiego w Warszawie.

## Życiorys
Urodził się 20 lipca 1910 w Dolinie k. Stanisławowa. Wykształcenie średnie zdobył we Lwowie, w 1934 ukończył Wyższą Szkołę Handlową w Warszawie. W trakcie studiów został przyjęty do korporacji akademickiej Arkonia. Szkołę Podchorążych Rezerwy Kawalerii ukończył w Centrum Wyszkolenia Kawalerii w Grudziądzu. W latach 1934–1939 pracował w Powszechnym Banku Związkowym w Warszawie. 
Uczestniczył w kampanii wrześniowej jako strzelec konny w Wołyńskiej Brygadzie Kawalerii. Wzięty do niewoli, więziony w niemieckim Oflagu II C Woldenberg. 
Po powrocie do kraju, w latach 1945−1946 był dyrektorem Departamentu Muzyki w Ministerstwie Kultury i Sztuki, następnie wicedyrektorem Polskiego Wydawnictwa Muzycznego w Krakowie (1946−1947). 
Z zainteresowań i pasji był melomanem, przez całe swoje zawodowe życie organizował działalność polskich instytucji muzycznych. Pełnił obowiązki dyrektora: 
- Państwowej Filharmonii w Poznaniu (1948−1958),
- Filharmonii Narodowej w Warszawie (1958−1969),
- Teatru Wielkiego w Warszawie (1965−1966, 1970−1979).

W 1952 współorganizował Międzynarodowy Konkurs Skrzypcowy im. Henryka Wieniawskiego, a w 1955 kierował biurem Międzynarodowego Konkursu Pianistycznego im. Fryderyka Chopina. Uczestniczył też w organizacji Międzynarodowych Festiwali Muzyki Współczesnej „Warszawska Jesień”.
Uniwersytet Tańca w Paryżu przyznał mu za rok 1976 Nagrodę im. Siergieja Diagilewa.
Zmarł 26 czerwca 1997 w Warszawie, pochowany na cmentarzu Wojskowym na Powązkach (kwatera A II-2-12).

## Ordery i odznaczenia
- Krzyż Kawalerski Orderu Odrodzenia Polski[2]
- Złoty Krzyż Zasługi (22 lipca 1952)[4]
- Dyplom Ministerstwa Kultury ZSRR (1979)[5]